# Ledsyst
Ledsyst är en försöks- och utvecklingsverksamhet inom svenska Försvarsmakten relaterad till Nätverksbaserat försvar (NBF). Delverksamheter inriktade på metod-, organisations-, personalutvecklings- och teknikfrågor har haft benämningarna LedsystM, LedsystO, LedsystP och LedsystT. Övriga försvarsmyndigheter som Försvarets materielverk (FMV), Totalförsvarets forskningsinstitut (FOI) och Försvarshögskolan (FHS), samt försvarsindustrin, har haft en omfattande medverkan i Ledsyst.

## LedsystO
LedsystO skall vidareutveckla ledningsorganisationen. En fortlöpande utvecklingsprocess skall framtas för fortsatt utveckling efter 2004. LedsystM svarar för frågor relaterade till LedsystO. Inom LedsystM är LedsystO ett delprojekt.
Huvudaktiviteterna inom LedsystO är
- Projektstyrning/ledning
- Förstudie med analys av uppgiften
- Studier av organisationsutveckling

## LedsystP
LedsystP sysslar med personalutvecklingsfrågor inom ramen för Ledsyst.
Uppdraget är att analysera kraven på kompetensförsörjning på både kort och lång sikt. Detta är ett direkt resultat av konceptet NBF (nätverksbaserat försvar). Härtill skall man se till att humanperspektivet får lämpligt inflytande på utvecklingen. Testverksamhet kring denna utveckling bedrivs vid Utvecklingscentrum i Enköping vid så kallade Demo.

### Handlingsregler är
- Det ska finnas en Controllerfunktion inom Högkvarteret.
- Ledning och informationshantering prioriteras.
- Arbetet ska ingå i ett nytt kompetensförsörjningssystem.
- Myndighetssamverkan samt mot företag och organisationer.
- Vakta systemgränssättande kompetens i demonstratorverksamheten.

### Mål
- Sörja för Kompetens- och personal som försvarsmakten behöver i utvecklingen mot NBF.
- Få chefer och ledare för NBF.
- Avveckla kompetenser.
- Specialkompetenser skall identifieras
- Nytänkande